# Naturschutzgebiet Bielenberg
Koordinaten: 51° 46′ 39″ N, 9° 21′ 31″ O

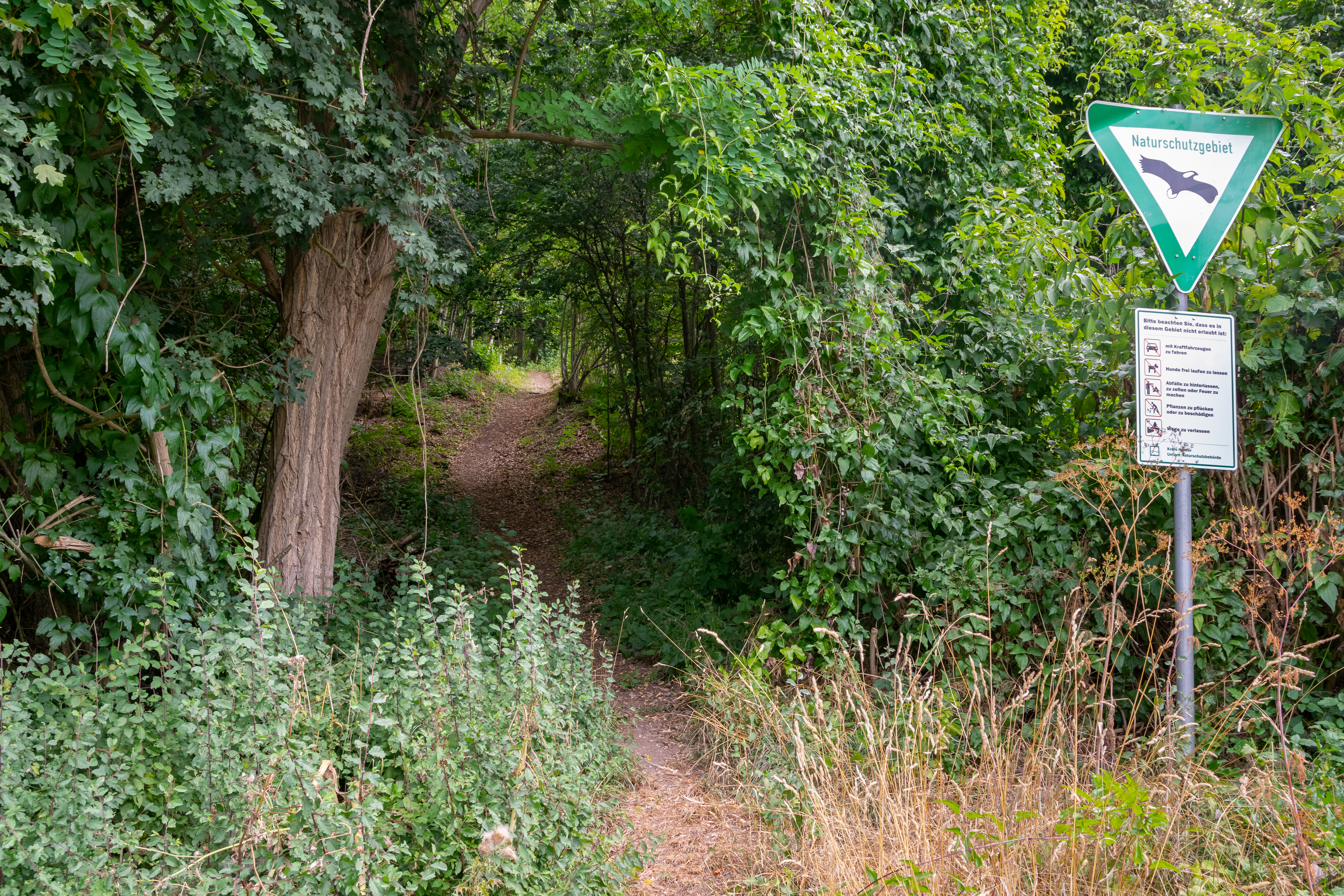
Naturschutzgebiet Bielenberg (Juli 2018)

Das Naturschutzgebiet Bielenberg liegt auf dem Gebiet der Stadt Höxter im Kreis Höxter in Nordrhein-Westfalen.
Das Gebiet erstreckt sich westlich der Kernstadt Höxter. Am westlichen Rand des Gebietes verläuft die Landesstraße L 755, nordöstlich verläuft die B 239 und östlich die B 64. Die Weser fließt östlich.

## Bedeutung

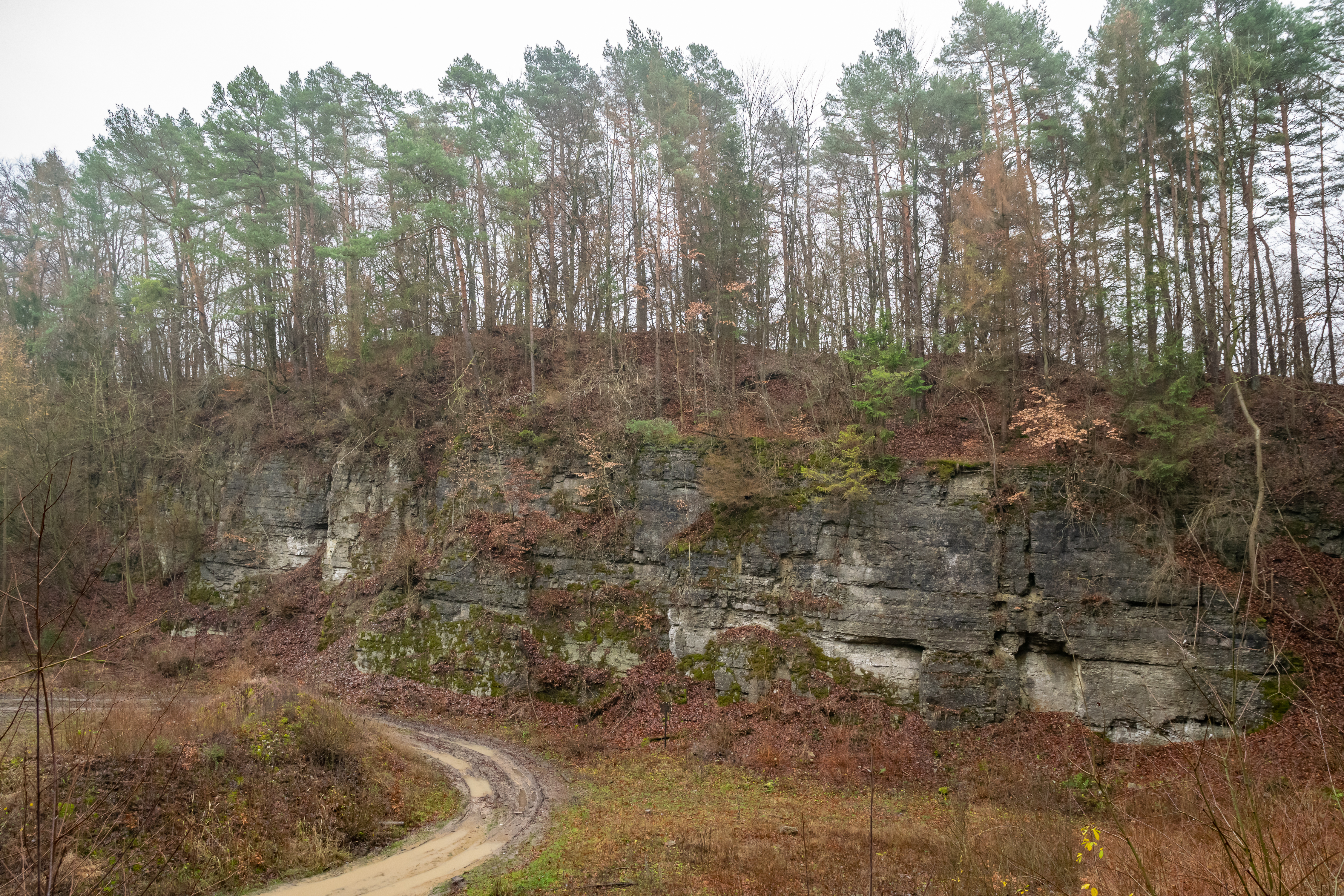
Naturschutzgebiet Bielenberg (Dezember 2018)

Das etwa 64,8 ha große Gebiet mit der Schlüssel-Nummer HX-012 steht seit dem Jahr 1930 unter Naturschutz. Schutzziele sind 
- „Erhalt, Pflege und Entwicklung von Kalkmagerrasen als kulturhistorisches Relikt“ sowie
- der „Erhalt von naturnahem Orchideen- und Waldmeisterbuchenwald.“[2]